# سفارة نيجيريا في أبو ظبي
سفارة نيجيريا في أبوظبي هي إحدى البعثات النيجيرية والتي تمثلها في دولة الإمارات. وقد أنشأت هذه السفارة بهدف تعزيز العلاقات الثنائية بين دولة الإمارات العربية المتحدة ونيجيريا. ومنذ ذلك الحين نما البلدان بشكل كبير في التجارة والتنمية الاقتصادية المتبادلة. تتعامل البعثة مع جميع الشؤون الدبلوماسية والقنصلية بما في ذلك طلبات التأشيرات وجوازات السفر. يترأس هذه البعثة السفير بشير يُوغُدَ.